# Encephalartos marunguensis
Encephalartos marunguensis là một loài thực vật hạt trần trong họ Zamiaceae. Loài này được Devred mô tả khoa học đầu tiên năm 1958.